# Eddie Alvarez
Eddie Alvarez (* 11. Januar 1984 in Philadelphia, Pennsylvania) ist ein US-amerikanischer MMA-Kämpfer und ehemaliger UFC-Champion im Leichtgewicht. Er steht derzeit bei ONE Championship unter Vertrag.

## Privates
Eddie Alvarez ist als Sohn einer irischen Mutter und eines puerto-ricanischen Vaters im irisch geprägten Stadtteil Kensington geboren und aufgewachsen. Nach dem Besuch der Northeast Catholic High School konzentrierte er sich auf eine Karriere als Kampfsportler. Schon auf der High School hatte er mit dem Ringen begonnen und wurde zweimal National Prep All-American. Ein College konnte er sich trotz einiger Stipendien finanziell nicht leisten. Die Zeit bis zum Beginn seiner Profikarriere überbrückte er als Arbeiter einer Betonfirma.
Im Dezember 2010 eröffnete er den ersten MMA-Shop in Philadelphia für Bekleidung und Ausrüstung. Eddie Alvarez ist seit 2008 verheiratet und Vater von drei Söhnen und einer Tochter. Die Familie lebt in Northeast Philadelphia. Sein jüngerer Bruder Albert ist ebenfalls MMA-Kämpfer.

## Karriere
2003 wurde er Profi und gewann zehn Kämpfe in Folge durch Knockout, davon acht in der ersten Runde. Im Juni 2006 wurde er MFC-Champion im Weltergewicht durch einen K.-o.-Sieg in der ersten Runde über Derrick Noble (Bilanz: 18-8). Im April 2007 erlitt er gegen den UFC-Veteran Nick Thompson (31-9) seine erste Niederlage, als er bei Bodog Fight - Clash of the Nations durch t.K.o. in der zweiten Runde unterlag.
Alvarez wechselte anschließend zu EliteXC und nahm 2008 am DREAM-Grand Prix teil, wo er im Leichtgewicht gegen André Amado (6-1), Joachim Hansen (17-6) und Tatsuya Kawajiri (22-4) das Finale erreichte. Dort konnte er jedoch verletzungsbedingt nicht antreten. Im November 2008 hätte Alvarez gegen Nick Diaz um den EliteXC-Meistertitel kämpfen sollen, jedoch wurde das Duell aufgrund der Bankrotterklärung des Eigentümers ProElite abgesagt. Im Dezember 2008 verlor Alvarez beim K-1 Dynamite!! gegen Shin’ya Aoki (18-3) durch einen Heel Hook in der ersten Runde.
Ab 2009 kämpfte er für Bellator FC und qualifizierte sich durch Siege gegen Greg Loughran (18-12) und Eric Reynolds (11-1) für die Bellator-Meisterschaft. In diesem Kampf besiegte er Toby Imada (24-13) durch einen Rear-Naked Choke in der zweiten Runde und wurde dadurch erster Leichtgewichts-Titelträger dieser Organisation. Anschließend besiegte er noch Katsunori Kikuno (12-1), Josh Neer (27-9), Roger Huerta (21-4) und Pat Curran (13-3). Im November 2011 verlor er zwar gegen Michael Chandler (8-0), gewann aber anschließend gegen Shin’ya Aoki (30-5) und Patricky Freire (10-3) jeweils durch Knockout in der ersten Runde. Er qualifizierte sich somit für einen Rückkampf gegen Chandler (12-0) und besiegte diesen im November 2013 über fünf Runden nach Punkten.
Im August 2014 wechselte Alvarez in die UFC und legte dafür seinen Bellator-Titel nieder. Sein Debüt verlor er zwar nach Punkten gegen Donald Cerrone (24-6), schlug jedoch anschließend Gilbert Melendez (22-4) und Anthony Pettis (18-3). Im Juli 2016 kämpfte er um den UFC-Meistertitel im Leichtgewicht gegen Rafael dos Anjos (25-7) und gewann durch t.K.o. in der ersten Runde. In seiner ersten Titelverteidigung im November 2016 verlor er gegen Conor McGregor (20-3). Im Mai 2017 endete sein Kampf gegen Dustin Poirier (21-5) aufgrund eines unbeabsichtigten Fouls wertungslos. Im Dezember 2017 gewann er vorzeitig gegen Justin Gaethje (18-0). Seinen letzten Kampf bei der UFC hatte Alvarez am 28. Juli 2018 bei der Fernsehshow auf Fox, wo er gegen Dustin Poirier durch TKO verlor.
Am 17. Oktober 2018 verkündete die in Singapur ansässige Organisation ONE Championship, dass sie Alvarez unter Vertrag genommen haben.

## MMA-Statistik
| Ergebnis   | Profi-Rekord | Gegner                         | Datum              | Veranstaltung                                         | Methode                                                                           | Runde | Zeit |
| ---------- | ------------ | ------------------------------ | ------------------ | ----------------------------------------------------- | --------------------------------------------------------------------------------- | ----- | ---- |
| Sieg       | 1-0          | Anthony Ladonna                | 14. Dezember 2003  | Ring of Combat 5                                      | KO (Schläge)                                                                      | 1     | 3:57 |
| Sieg       | 2-0          | Adam Fearon                    | 24. April 2004     | Ring of Combat 6                                      | Aufgabe (Schläge)                                                                 | 1     | 2:06 |
| Sieg       | 3-0          | Chris Schlesinger              | 16. Oktober 2004   | RF – Reality Fighting 7                               | Aufgabe (Schläge)                                                                 | 1     | 1:00 |
| Sieg       | 4-0          | Seichi Ikemoto                 | 26. Februar 2005   | Euphoria – USA vs. World                              | TKO (Schläge)                                                                     | 2     | 1:25 |
| Sieg       | 5-0          | Danila Veselov                 | 14. Mai 2005       | Euphoria – USA vs. Russia                             | TKO (Schläge)                                                                     | 2     | 2:15 |
| Sieg       | 6-0          | Daisuke „13“ Hanazawa          | 5. November 2005   | Euphoria – USA vs. Japan                              | TKO (Schläge)                                                                     | 1     | 4:00 |
| Sieg       | 7-0          | Derrick „The Eraser“ Noble     | 3. Juni 2006       | MFC – USA vs. Russia 3                                | KO (Schläge)                                                                      | 1     | 1:01 |
| Sieg       | 8-0          | Hideonobu Koike                | 26. August 2006    | MARS 4 – New Deal                                     | TKO (Schläge)                                                                     | 1     | 1:26 |
| Sieg       | 9-0          | Aaron Riley                    | 2. Dezember 2006   | Bodog Fight – USA vs. Russia                          | KO (Schläge)                                                                      | 1     | 1:05 |
| Sieg       | 10-0         | Scott Henze                    | 17. Februar 2007   | Bodog Fight – Costa Rica Combat                       | TKO (Aufgabe des Teams)                                                           | 1     | 4:13 |
| Niederlage | 10-1         | Nick „The Goat“ Thompson       | 14. April 2007     | Bodog Fight – Clash of the Nations                    | TKO (Schläge)                                                                     | 2     | 4:32 |
| Sieg       | 11-1         | Matt Lee                       | 14. Juli 2007      | Bodog Fight – Alvarez vs. Lee                         | Punktentscheidung (einstimmig)                                                    | 3     | 5:00 |
| Sieg       | 12-1         | Ross „The Boss“ Ebanez         | 25. Januar 2008    | ShoXC – Elite Challenger Series                       | TKO (Schläge)                                                                     | 2     | 2:32 |
| Sieg       | 13-1         | Andre „Dida“ Amado             | 15. März 2008      | DREAM 1 – Lightweight Grand Prix 2008 – Opening Round | TKO (Schläge)                                                                     | 1     | 6:47 |
| Sieg       | 14-1         | Joachim „Hellboy“ Hansen       | 11. Mai 2008       | DREAM 1 – Lightweight Grand Prix 2008 – Quarterfinals | Punktentscheidung (einstimmig)                                                    | 2     | 5:00 |
| Sieg       | 15-1         | Tatsuya „Crusher“ Kawajiri     | 11. Mai 2008       | DREAM 1 – Lightweight Grand Prix 2008 – Quarterfinals | Punktentscheidung (einstimmig)                                                    | 2     | 5:00 |
| Niederlage | 15-2         | Shinya „Tobikan Judan“ Aoki    | 31. Dezember 2008  | K-1 Dynamite!! Power of Courage 2008                  | Aufgabe (Heel Hook)                                                               | 1     | 1:32 |
| Sieg       | 16-2         | Greg „The Hitman“ Loughran     | 3. April 2009      | BFC Bellator Fighting Championships 1                 | Aufgabe (Guillotine Choke)                                                        | 1     | 2:44 |
| Sieg       | 17-2         | Eric „It’s a Wrap“ Reynolds    | 1. Mai 2009        | BFC Bellator Fighting Championships 5                 | Aufgabe (Rear-Naked Choke)                                                        | 3     | 1:30 |
| Sieg       | 18-2         | Toby Imada                     | 19. Juni 2009      | BFC Bellator Fighting Championships 12                | Aufgabe (Rear-Naked Choke)                                                        | 1     | 0:38 |
| Sieg       | 19-2         | Katsunori Kikuno               | 25. Oktober 2009   | DREAM 12 – The Cage of the Rising Sun                 | Aufgabe (Arm-Triangle Choke)                                                      | 2     | 3:42 |
| Sieg       | 20-2         | Josh „The Dentist“ Neer        | 6. Mai 2010        | BFC Bellator Fighting Championships 17                | Technische Aufgabe (Rear-Naked Choke)                                             | 2     | 2:08 |
| Sieg       | 21-2         | Roger „El Matador“ Hueta       | 21. Oktober 2010   | BFC Bellator Fighting Championships 33                | TKO (Abbruch durch den Ringarzt)                                                  | 2     | 5:00 |
| Sieg       | 22-2         | Pat „Paddy Mike“ Curran        | 2. April 2011      | BFC Bellator Fighting Championships 39                | Punktentscheidung (einstimmig)                                                    | 5     | 5:00 |
| Niederlage | 22-3         | Michael „Iron“ Chandler        | 19. November 2011  | BFC Bellator Fighting Championships 58                | Aufgabe (Rear-Naked Choke)                                                        | 4     | 3:06 |
| Sieg       | 23-3         | Shinya „Tobikan Judan“ Aoki    | 20. April 2012     | BFC Bellator Fighting Championships 66                | TKO (Schläge)                                                                     | 1     | 2:14 |
| Sieg       | 24-3         | Patricky „Pitbill“ Freire      | 12. Oktober 2012   | BFC Bellator Fighting Championships 76                | KO (Tritt gegen Kopf & Schläge)                                                   | 1     | 4:54 |
| Sieg       | 25-3         | Michael „Iron“ Chandler        | 12. Oktober 2013   | Bellator MMA 106                                      | Punktentscheidung (geteilt)                                                       | 5     | 5:00 |
| Niederlage | 25-4         | Donald „Cowboy“ Cerrone        | 27. September 2014 | UFC 178 – Johnson vs. Cariaso                         | Punktentscheidung (einstimmig)                                                    | 3     | 5:00 |
| Sieg       | 26-4         | Gilbert „El Nino’“ Melendez    | 13. Juni 2015      | UFC 188 – Velasquez vs. Werdum                        | Punktentscheidung (geteilt)                                                       | 3     | 5:00 |
| Sieg       | 27-4         | Anthony „Showtime“ Pettis      | 17. Januar 2016    | UFC Fight Night 81 – Dillashaw vs. Cruz               | Punktentscheidung (geteilt)                                                       | 3     | 5:00 |
| Sieg       | 28-4         | Rafael dos Anjos               | 7. Juli 2016       | UFC Fight Night 90 – Dos Anjos vs. Alvarez            | TKO (Schläge)                                                                     | 1     | 3:49 |
| Niederlage | 28-5         | Conor „The Notorious“ McGregor | 12. November 2016  | UFC 205 – Alvarez vs. McGregor                        | TKO (Schläge)                                                                     | 2     | 3:04 |
| No Contest | 28-5-1       | Dustin „The Diamond“ Poirier   | 13. Mai 2017       | UFC 211 – Miocic vs. Dos Santos 2                     | No Contest (Versehentliches Knie gegen den Kopf eines am Boden liegenden Kämpfer) | 2     | 4:12 |
| Sieg       | 29-5-1       | Justin „The Highlight“ Gaethje | 2. Dezember 2017   | UFC 218 – Holloway vs. Aldo 2                         | KO (Knie gegen Kopf)                                                              | 3     | 3:59 |
| Niederlage | 29-6-1       | Dustin „The Diamond“ Poirier   | 28. Juli 2018      | UFC on Fox 30 – Alvarez vs. Poirier 2                 | TKO (Schläge)                                                                     | 2     | 4:05 |
| Niederlage | 29-7-1       | Timofey Nastyukhin             | 31. März 2019      | ONE CHAMPIONSHIP - A NEW ERA                          | TKO (Schläge)                                                                     | 1     | 4:05 |

## TV
In der Reality-TV-Serie Bully Beatdown hatte Alvarez jeweils einen Auftritt in den Staffeln 2 und 3.